# Budgie
Budgie – walijska grupa hardrockowa powstała w 1967 w Cardiff jako trio w składzie: Burke Shelley, Tony Bourge i Ray Phillips.
Wśród krytyków uchodzi za jedną z wpływowych grup w historii tzw. „ciężkiego rocka”, porównywaną pod tym względem z takimi zespołami jak Black Sabbath, Led Zeppelin czy Deep Purple. W latach 80. XX w. była jednym z prekursorów nurtu zwanego New Wave of British Heavy Metal.
Cechą stylu Budgie jest pełna napięcia gra sekcji rytmicznej oraz ciężkie riffy gitarowe, zwłaszcza w epickich utworach (Parents oraz Napoleon Bona Parts 1 & 2). Wszystko to wypełniał wysoki głos wokalisty i teksty: jednym razem egzaltowane, dotyczące wspomnień z młodości i wskazówek godziwego życia, drugim zaś – groteskowe, nasycone czarnym humorem, osadzone w absurdalnym, surrealistycznym świecie (Nude Disintegrating Parachutist Woman i inne). Pod koniec działalności piosenki grupy zaczęły nieść ze sobą treści chrześcijańskie, związane z nawróceniem się Burke Shelleya na katolicyzm.
W 2006, po ponad 20-letniej przerwie, grupa wydała nowy studyjny album You’re All Living in Cuckooland.

## Historia

### Lata klasyczne
Budgie powstało w Cardiff w 1967 r. w składzie: basista/wokalista Burke Shelley, gitarzysta Brian Goddard, perkusista Ray Phillips i pod nazwą Budgie Droppings, oprotestowana przez pastora, który udostępniał muzykom salę na próby. (Podobno nazwę zespołu zaczerpnięto z serialu telewizyjnego.) Historii tej jednak zaprzeczył sam Burke Shelley w wywiadzie dla pisma Teraz Rock w 2004 roku. Podobno grupa początkowo nazywała się Six Ton Budgie. W późniejszych latach pod tą nazwą występował oryginalny perkusista Budgie – Ray Phillips. Niedługo do muzyków dołączył drugi gitarzysta Tony Bourge, a Goddard opuścił grupę. Początkowo zespół inspirował się dokonaniami The Beatles, ale wkrótce zaczął dążyć do osiągnięcia mocniejszego brzmienia w stylu Led Zeppelin i Black Sabbath. Aż do 1971 r. miał status amatorski, występując w klubach w Walii. Przełom nadszedł, gdy nagrania Budgie trafiły w ręce znanego producenta Rodgera Baina. Dzięki temu zespół podpisał kontrakt z wielką wytwórnią i mógł wejść do studia, by nagrać materiał na swoją debiutancką płytę.
Album nazwany po prostu Budgie ukazał się w 1971 r. nakładem koncernu MCA. Nagrany został w 4 dni na żywo w studiu na tzw. ośmiośladzie. Przyniósł ciekawe połączenie ciężkich basowo-gitarowych riffów i charakterystycznego wysokiego, nieco infantylnego głosu wokalisty. Zapoczątkował częste u Budgie tworzenie kompozycji kolażowych o kilku zmianach tempa i nastroju (tu w utworze The Author). Niezwykłości dopełniały dziwne, humorystyczne teksty autorstwa Shelleya oraz akustyczne przerywniki. Na płycie wyróżniał się najdłuższy utwór, zamykający pierwszą stronę albumu winylowego, czyli Nude Disintegrated Parachutist Woman (pod koniec 2003 r. nagrał go amerykański zespół Federation X z pomocą słynnego inżyniera dźwięku Steve’a Albiniego). Ale mimo ciekawego materiału i pochlebnych opinii krytyków, album nie zyskał zbyt dużej popularności. Nie zniechęciło to członków zespołu, którzy rok po debiucie wydali kolejną dobrze ocenianą płytę Squawk, również produkowana przez Baina. Na niej znalazł się singlowy utwór Whiskey River oraz epicka kompozycja Young Is a World.
Największym sukcesem artystycznym Budgie stała się trzecia płyta długogrająca Never Turn Your Back on a Friend (1973), wyprodukowana przez zespół, na której znalazły się m.in.: Breadfan (w 1988 r. nagrany przez Metallikę) oraz przeróbka bluesa z 1935 r. Baby, Please Don’t Go. Ten album uważany jest dziś przez krytyków za jedno z największych osiągnięć hard rocka i heavy metalu w ogóle, a zamykająca go monumentalna ballada Parents, napisana przez basistę przed powstaniem zespołu, stawiana jest często w jednym rzędzie z najciekawszymi utworami ówczesnej światowej czołówki muzyki rockowej. Parents opowiada o problemach pokoleniowych. Mimo to Never Turn Your Back on a Friend sprzedało się w niewiele większej liczbie egzemplarzy niż dwa pierwsze albumy. Równocześnie na limitowanej płycie promocyjnej dla stacji radiowych pojawił się 40-minutowy materiał Budgie In Concert.
Sukcesem komercyjnym okazał się dopiero kolejny album In for the Kill! (1974), zawierający m.in. singlowy utwór Crash Course In Brain Surgery, nawiązujący do słynnego nagrania Paranoid grupy Black Sabbath. Tuż przed rozpoczęciem sesji nagraniowej do płyty doszło do kłótni pomiędzy Shelleyem a Phillipsem. W rezultacie ten longplay współtworzył angielski perkusista Pete Boot. Grupa udowodniła, że mimo zmian personalnych nadal jest w stanie tworzyć wysokiej klasy muzykę, taką jak kilkuczęściowy utwór tytułowy czy rozbudowany, niemal 10-minutowy Zoom Club. Sięgnęła w rejony dostępne dla wielkich gwiazd, jak Led Zeppelin, którego utwór Dazed And Confused mógł zainspirować kompozycję Hammer And Tongs, czy Ten Years After w Running From My Soul. In for the Kill! zajął 29. miejsce na brytyjskiej liście przebojów. To wydawnictwo pozwoliło grupie Budgie krótkotrwale wspiąć się na szczyt swej kariery.
Po trasie koncertowej promującej In for the Kill! doszło do kolejnej zmiany perkusisty – Boot został zastąpiony przez Walijczyka Steve’a Williamsa, z zespołu Quest, z którym Budgie zarejestrował materiał na swą kolejną płytę Bandolier (1975). Charakteryzowała się ona zwrotem ku jeszcze cięższym brzmieniom, czego przykładem jest heavymetalowy, napędzany brzmieniem basu utwór Napoleon Bona Part 1 & 2 czy Breaking All The House Rules. Zawierała też cover I Ain’t No Mountain, kompozycję Andy’ego Fairweather Lowa, wydaną również na singlu. Z pozostałego materiału pozytywnie wyróżniały się nagrania Slipaway i Who Do You Want For Your Love. Bandolier zajął 36. miejsce na brytyjskiej liście przebojów. Z powodu trudności w odtworzeniu muzyki z tej płyty na żywo, zespół dokooptował do składu koncertowego drugiego gitarzystę poleconego przez Steve’a Williamsa – Myfa Isaaca.

### Przesilenie
W tym składzie zespół grał do lipca 1978 r., kiedy to po tournée w Ameryce Północnej odszedł gitarzysta prowadzący Bourge, a wraz z nim Myf Isaac. W tym czasie Budgie przeszło do koncernu A&M i nagrało dwa albumy, które jednakże okazały się znacznie słabsze od wcześniejszych dokonań zespołu i, co stało się niemal niechlubną tradycją, nie porażały liczbą sprzedanych kopii. If I Were Brittania I’d Waive the Rules (1976) oraz Impeckable (1978) charakteryzowały się zwrotem ku muzyce funky. Mimo to pierwsza zawierała rockowy utwór Anne Neggen, długi utwór z podniosłą codą Black Velvet Stallion i akustyczną balladę Heaven Knows Our Name. Na drugiej zaś wyróżniały się rockowe nagranie Melt The Ice Away, urozmaicone Pyramids i Don’t Dilute The Water oraz melancholijna kompozycja Don’t Go Away. Na singlu ukazał się z niej Smile Boy Smile. W tych latach MCA wydała też składankę Best of Budgie.

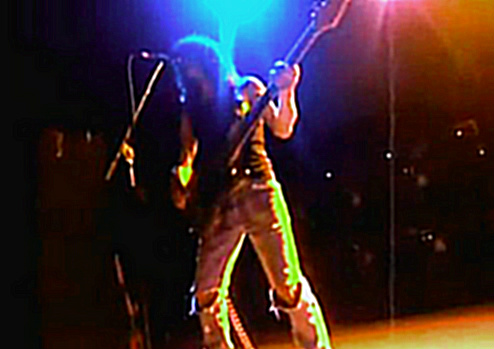
Budgie w roku 2009

### Kryzys
Po 1978 r. doszło do najważniejszej zmiany w historii zespołu. Wakujące miejsce gitarzysty po Tonym zajął najpierw na krótko Rob Kendrick, były gitarzysta zespołu Trapeze (przez krótki czas grał też drugi gitarzysta m.in. Hawkwind czy Widowmaker Huw Lloyd-Langton), a po nim John Thomas. Już pierwsze wydawnictwo nowego składu zapowiadało kolejne zmiany stylistyczne. Sprzedana w niewielkim nakładzie i trudno dostępna później „czwórka” If Swallowed Do Not Induce Vomiting (1980), nagrana już dla firmy RCA, dowodziła zwrotu zespołu w stronę tzw. nowej fali brytyjskiego heavy metalu, którego dokonywały też w tamtych czasach inne zespoły, np. Wishbone Ash. Zespół zmienił też image i włożył skórzane kurtki. Niestety grupa nie potrafiła znaleźć swego miejsca w tym nurcie i próbowała naśladować młodszych wykonawców, np. zespół Saxon czy nawet Iron Maiden. Skróciła też swoje utwory do formatu standardowego pop-rockowego nagrania. Płyty Power Supply (1980) i Nightflight (1981) były ogólnie mało przekonujące i niezbyt oryginalne wobec modnej wówczas muzyki. Na pierwszym znalazł się balladowy utwór Time To Remember i rockowe nagrania Gunslinger oraz Crime Against The World, na drugim singiel Keeping A Rendezvous (jedyny singiel który osiągnął 71. miejsce na brytyjskich listach przebojów) i utwór I Turned To Stone, wydany później w Polsce przez firmę Tonpress na singlu razem z She Used Me Up, również z płyty Nightflight. Mogły się na niej podobać też energetyczne nagrania Don’t Lay Down And Die i Reaper Of The Glory, najbardziej zbliżone do nagrań popularnej wtedy grupy Saxon. Nightflight osiągnął 68. miejsce na brytyjskich listach przebojów.

### Upadek
W 1982 r. poszerzono skład o klawiszowca Duncana Mackaya, co zbliżyło styl grupy do album-oriented rock, czego dowodem jest nagranie mocno w zamiarze komercyjnej płyty Deliver Us From Evil (1982). Album ten poniósł jednak klęskę artystyczną oraz komercyjną i do dziś uważany jest za najsłabsze wydawnictwo zespołu. Zawiera jednak bardzo popularne nagrania, które trafiły na listę przebojów w Polsce: balladę Alison oraz rockowy utwór Hold On To Love, a także początkowo nie prezentowany w Polskim Radiu utwór Bored With Russia. Najciekawszy na płycie jest utwór Flowers In The Attic, kończący pierwszą stronę płyty analogowej, w którym wykorzystano gitarę akustyczną i brzmienia orkiestrowe. Reszta materiału znamionuje wyczerpanie inwencji, tak w muzyce, jak i w nienadzwyczajnych, pozbawionych wcześniejszego surrealizmu tekstach np. Don’t Cry (utwór Alison mógł zainspirować zespół Sonic Youth i jego nagranie Dirty Boots). Deliver Us From Evil zajął 62. miejsce na brytyjskich listach przebojów.
Latem 1982 r. Budgie zagrało na festiwalu w Reading, a w sierpniu 1982 r. odwiedziło Polskę dając podczas dwutygodniowego tournée 16 koncertów, które zgromadziły ogromne rzesze ludzi i potwierdziły wielką popularność grupy w tym kraju. Zaskoczyło to również muzyków, którzy w trakcie trasy zmienili jej program i dodali więcej klasycznych nagrań. Na nowej płycie zamieścili dedykację po polsku, a dla fanów z Białegostoku, gdzie planowany koncert nie doszedł do skutku, przeznaczyli kilkanaście egzemplarzy albumu. Mimo to był to bardzo nieudany artystycznie okres dla grupy, która zagubiła swój styl oraz traciła fanów.
Po niepowodzeniach z początku lat 80. zespół zwolnił tempo. W 1986 r. miejsce Williamsa zajął Jim Simpson, były perkusista UFO, jednak ten skład okazał się epizodem. Rozpad grupy nastąpił w 1988 r. Burke Shelley najpierw próbował nagrywać solo, rok później założył grupę The Superclarkes, która przetrwała dwa lata by w końcu zarzucić muzykę i oddać się studiom, podróżom po Azji i rodzinie. Przerwa trwała w latach 1990–1995, kiedy to poświęcił się głównie życiu rodzinnemu i doczekał dwojga dzieci: córki (1995) i syna (1997). Na krótko Budgie zostało wskrzeszone w latach 1995–1996 w składzie z Thomasem oraz Robertem ‘Congo’ Jonesem, ale skład nie utrzymał się.
W Polsce nagrania zespołu prezentowali na radiowej antenie m.in. Piotr Kaczkowski, który zafascynował się ich pierwszą płytą, Marek Niedźwiecki, Janusz Kosiński, Jerzy Janiszewski oraz Tomasz Beksiński. W lutym, marcu i kwietniu 1985 r. większość nagrań Budgie przedstawił w Trójce w audycji Katalog nagrań red. Grzegorz Wasowski. Dyskografię zespołu podał też wtedy tygodnik Razem, który przedstawił sylwetkę grupy również w 1981 r., a relację z jej koncertów w 1982 r. Koncerty tamte opisała też m.in. Gazeta Młodych.

### Hibernacja
Pod koniec lat 80. niektóre płyty Budgie wyszły w limitowanych edycjach na pirackich płytach kompaktowych, m.in. w Japonii i Niemczech. Zainteresowanie fanów skłoniło firmę MCA do wydania w 1990 r. na kompakcie płyty Squawk. Rok później nagranie koncertowe utworu Rockin’ Man znalazło się na składance Don’t Dare To Forget, zaś byli muzycy Budgie Tony Bourge i Ray Phillips nagrali płytę pod szyldem Tredegar (1986). Dodatkowo wykonywanie utworów Budgie przez takie zespoły jak Metallica czy Iron Maiden ożywiło zainteresowanie zespołem. Konsekwencją tego była reaktywacja grupy i wznowienie jej nagrań oraz publikacja materiałów archiwalnych. Wśród nich była kompilacja Ecstasy Of Fumbling (1996, zawiera też niewydaną kompozycję Shelleya Beautiful Lies z 1988 r.) i dwa albumy koncertowe We Came, We Saw... (1997, zawierające nagrania z Reading 1980 i 1982) oraz Heavier Than Air (1998). W Polsce w latach 90. ukazało się kilka pirackich kaset zespołu Budgie, w tym składanki i nagrania koncertowe, np. z St. Louis z roku 1976. W październiku 1996 r. miesięcznik Tylko Rock poświęcił grupie tzw. wkładkę.

### Reaktywacja
Wznowienie działalności przez Budgie nastąpiło w 1999 r. w składzie Burke Shelley, John Thomas i Steve Williams. Wkrótce Thomas poważnie zachorował i został zastąpiony przez Andy’ego Harta; z nim w składzie Budgie nagrało koncertową płytę Life in San Antonio. Pod koniec 2002 r. Hart zrezygnował z występów, a jego miejsce zajął Simon Lees. Przygotowano kompaktowe reedycje albumów Budgie, poszerzone o mało znane lub niepublikowane bonusy oraz pliki video.
W 2004 r. zespół ponownie odwiedził Polskę. Zagrał koncerty: 4 marca w Warszawie i 5 marca w Krakowie, zaś 1 maja w Lublinie. W listopadzie 2006 r. grupa wydała nowy, przygotowywany od 2003 r. album You’re All Living in Cuckooland, prezentujący dotychczasowe, dość różnorodne w sumie oblicze zespołu, choć bez zaskakujących rewelacji. W 2007 r. Budgie zagrało w Polsce trasę koncertową promującą tę płytę: 12 kwietnia w Poznaniu, 13 kwietnia w Warszawie i 14 kwietnia w Krakowie.
W lipcu 2007 r. zespół opuścił Simon Lees. Kontynuował karierę solową oraz pomagał młodemu zespołowi Anubis, który został stworzony przez Pete’a Williamsona – człowieka wspomagającego głównego managera Budgie oraz Andy’ego Harta.
W związku z tym grupa musiała przełożyć swoją pierwszą w historii trasę po Australii z października 2007 na luty 2008 r., do czasu znalezienia nowego gitarzysty. Pierwszym oficjalnym następcą Leesa został Andy James, ale ze względów osobistych zrezygnował z występów i dopiero w styczniu 2008 r. zespół zagrał swój pierwszy koncert z nowym gitarzystą, którym został Craig Goldy, były członek grupy Dio. Nowe tournée po Polsce zaplanowane na listopad 2008 r. objęło Poznań, Warszawę, Łódź, Lublin i Katowice. Drugą jego część zaplanowano na przełom kwietnia i maja 2009 roku. Zespół zagrał w kilkunastu polskich miastach, po czym powrócił do Wielkiej Brytanii skąd po kilku koncertach ponownie wyjechał na tournée do Australii.
W sierpniu 2009 zespół powrócił do Polski, dając koncert na Festiwalu Legend Rocka. Jesienią 2010 roku, zaplanowano kolejną trasę po Polsce. Po przybyciu zespołu do kraju lider grupy Burke Shelley musiał być hospitalizowany. Przeprowadzona została operacja aorty brzusznej. Trasa z przyczyn zdrowotnych została odwołana. Shelley po blisko dwóch latach przerwy wrócił do koncertowania jednak ograniczył się tylko do występów w lokalnych pubach, akompaniując innym artystom. W sierpniu 2012 roku, perkusista Steve Williams, na swoim profilu w serwisie Facebook zdradził, że jest bardzo mało prawdopodobne aby zespół wyruszył jeszcze kiedykolwiek w trasę koncertową. Perkusista skoncentrował się na wspomaganiu rockowego zespołu LowLife.
W marcu 2013 ukazała się książka autorstwa Chrisa Pike’a zatytułowana Budgie’s First Three Albums, która opisuje najwcześniejszą część historii zespołu, do momentu odejścia z niej Raya Phillipsa. Blisko 300-stronicowa książka zawiera również wywiad-rzekę z pierwszym perkusistą Budgie, który udziela odpowiedzi na pytania dotyczące czasów gdy zespół nagrywał swoje pierwsze trzy albumy. Zapowiadane są kolejne części ukazujące dalsze losy grupy.
Niespodziewanie w kwietniu i maju 2013 roku Tony Bourge wydał dwa solowe albumy zatytułowane odpowiednio Crank It Up i Chilling Out. Płyty zostały nagrane na przestrzeni kilkunastu lat w jego domowym studiu. Gitarzystę wspomógł w nagraniach jego syn Kingsley. Albumy można kupić w sklepie Amazon, na razie tylko w postaci plików mp3.
4 marca 2016 roku Steve Williams, za pośrednictwem portalu Facebook, poinformował o śmierci Johna Thomasa, gitarzysty Budgie, który nagrał z zespołem trzy albumy studyjne – Power Supply, Nightflight oraz Deliver Us From Evil.
27 lutego 2018 roku Pete Boot, perkusista Budgie w latach 1973–1974, zmarł w wieku 67 lat. Przez wiele lat cierpiał na chorobę Parkinsona.
W kwietniu 2018 roku została wydana autobiografia Raya Phillipsa, pierwszego perkusisty Budgie.
10 stycznia 2022 zmarł Burke Shelley.

## Muzycy
| - Burke Shelley (zmarły) – gitara basowa, śpiew, instrumenty klawiszowe (1967-2010) - Steve Williams – perkusja (1974-1986, 1999–2010) - Craig Goldy – gitara (2008–2010) | - Ray Phillips – perkusja (1967-1973) - Brian Goddard – gitara (1967–1970) - Kevin Newton – gitara (1967-1968) - Tony Bourge – gitara, śpiew (1968-1978) - Pete Boot (zmarły) – perkusja (1973-1974) - Myf Isaac – gitara (1975–1978) - Richard Dunn – instrumenty klawiszowe (1976) - Huw Lloyd-Langton (zmarły) – gitara (1978) - Rob Kendrick – gitara, śpiew (1978–1979) - John Thomas (zmarły) – gitara (1979-1988, 1995–1996, 1999–2002) - Duncan Mackay – instrumenty klawiszowe (1982) - Lindsey Bridgewater – instrumenty klawiszowe (1982) - Jim Simpson – perkusja (1986-1988) - Robert „Congo” Jones – perkusja (1995–1996) - Andy Hart – gitara (2002−2003) - Simon Lees – gitara (2003–2007) - Andy James – gitara (2007–2008) |

## Dyskografia

### Albumy studyjne
- Budgie (1971)
- Squawk (1972)
- Never Turn Your Back on a Friend (1973)
- In for the Kill! (1974)
- Bandolier (1975)
- If I Were Brittania I’d Waive the Rules (1976)
- Impeckable (1978)
- Power Supply (1980)
- Nightflight (1981)
- Deliver Us From Evil (1982)
- You’re All Living in Cuckooland (2006)

### Albumy koncertowe
- We Came, We Saw... (1997)
- Heavier Than Air – Rarest Eggs (1998)
- Life In San Antonio (2002)
- Radio Sessions 1974 & 1978 (2005)
- The BBC Recordings (2006)

### Albumy kompilacyjne
- Best of Budgie (1975)
- Best of Budgie (1981)
- Ecstasy Of Fumbling – The Definitive Anthology (1996)
- Best of Budgie (1997)
- The Last Stage (2004)

### Inne albumy z udziałem muzyków Budgie
- Tredegar (1986) – album zespołu Tredegar, z udziałem Tony’ego Bourge’a i Raya Phillipsa
- Six Ton Budgie – Unplucked (1995) – zespół Raya Phillipsa
- Six Ton Budgie – Ornithology v.1 (1996) – zespół Raya Phillipsa
- The Extreem – From Out Of The Sky (1999) – okres lat 60 przed Budgie (album wydano tylko w Japonii)
- Budgie And Beyond (1999) – prace solowe z lat 80, odrzuty, niewydane dema – Australian Fan Club „Sabre Dance” (VSC) (Gold CD)
- Booty's B-Sides (2003) – Boot 66 z Pete’em Bootem i różnymi wykonawcami
- The Battle of My Mind (2006) – Pete Boot i Andy Colley (gitara)

### EP
- If Swallowed Do Not Induce Vomiting (1980)

### Single
- „Crash Course In Brain Surgery” / „Nude Disintegrating Parachutist Woman” (1971)
- „Whiskey River” / „Guts” (1972)
- „Whiskey River” / „Stranded” (1972)
- „Zoom Club” (Edit) / „Wondering What Everyone Knows” (1974)
- „I Ain’t No Mountain” / „Honey” (1975)
- „Smile Boy Smile” / „All At Sea” (1978)
- „Crime Against The World” / „Hellbender” (1980)
- „Keeping A Rendezvous” / „Apparatus” (1981)
- „I Turned To Stone” (Part 1)  / „I Turned To Stone” (Part 2) (1981)
- „Bored With Russia” / „Don’t Cry” (1982)